# 两河口水库 (眉山)
两河口水库是中国四川省眉山市仁寿县境内的一座水库，位于岷江小支流东体泉河上，建于1974年。水库正常库容为1129万立方米，集雨面积为29平方千米，海拔为489.45米。